# Miracinonyx
Az Miracinonyx a ragadozók rendjébe, azon belül a macskafélék családjába tartozó nem. A pleisztocén kori Észak-Amerikában élt, az utolsó jégkorszak végével, mintegy 10 000 évvel ezelőtt halt ki. A nembe két ismert fajt sorolnak: Miracinonyx trumani és Miracinonyx inexpectatus. A nem képviselőit magyarul észak-amerikai gepárdnak, vagy egyszerűen amerikai gepárdnak is nevezik.
Az észak-amerikai gepárdok külsőleg nagymértékben hasonlítottak a ma Afrikában (és Ázsiában) élő gepárdra (Acinonyx jubatus): hosszú lábai és karcsú, gyors futáshoz alkalmazkodott teste volt. DNS-vizsgálatok azonban kimutatták, hogy a legközelebbi élő rokona a puma (Puma concolor) és a jaguarundi (Puma yagouaroundi). Vagyis kinézete a konvergens evolúció eredménye: a hasonló külsőt a hasonló életmód eredményezte. Az amerikai gepárd és a puma közös ősei néhány millió évvel ezelőtt érkeztek Amerikába az egykori Bering-földhídon keresztül.
Az észak-amerikai gepárdok az észak-amerikai prériken éltek, feltehetően a mai gepárdokhoz hasonlóan, vagyis magányosan éltek (a nőstény a kölykeivel) és a pleisztocén kori Észak-Amerika növényevőire (lófélék, tevefélék, antilopok stb.) vadásztak, amelyeket üldözéssel fogtak el.
Kihalását feltehetően zsákmányállatainak a pleisztocén végén bekövetkezett eltűnése okozta. Ennek oka egyesek szerint az utolsó jégkorszakot követő gyors felmelegedés volt, mások szerint pedig az első indiánok túlzott vadászata (lásd: pleisztocén megafauna). Maradványait megtalálták a Los Angeles melletti La Brea-kátránytóban is.